# René Rokkjær

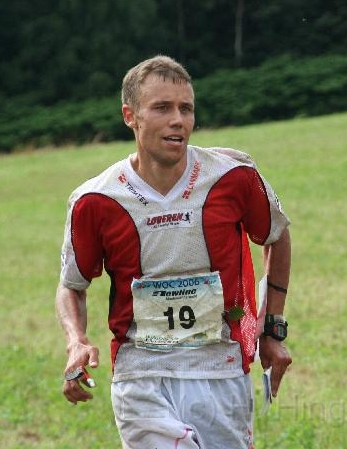
René Rokkjær

René Rokkjær, född den 4 augusti 1974, är en dansk orienterare som tog EM-brons i stafett 2002 och EM-silver i stafett 2004. Han har även blivit dansk mästare tre gånger.